# Castillo de Gränsö
El Castillo de Gränsö (en sueco: Gränsö slott) es una mansión localizada en las cercanías de Västervik en el condado de Kalmar, Suecia. En la actualidad, Gränsö es operado como resort.

## Historia
El edificio original consiste de un hall principal hecho e madera, que fue construido en 1807 por Olof Johan Risselskiöld. El castillo fue ampliado muchas veces a lo largo del siglo XIX.
En 1992, el castillo fue objeto de una extensa renovación. En 1993, cuando la renovación estaba casi terminada, un devastador incendio destruyó por completo el edificio. El castillo fue reconstruido de nuevo en 1994, en solo cuatro meses.
En la actualidad, el edificio esta clasificado como resort y es una propiedad privada de Per Johansson. Antes que Johansson, Robert Fleetwood fue el último propietario, dentro de cuya familia Gränsö había sido heredado desde 1886.